# Adam de Hertyngdon
Adam de Hertyngdon (também Hartington ou Hertington) (falecido em 1380) foi arquidiácono de Londres de 1362 a 1368 e um cónego de Windsor de 1368-1379.

## Carreira
Ele foi ordenado subdiácono em Chelmsford na diocese de Winchester por Simon Sudbury em 24 de setembro de 1362.
Ele foi nomeado:
- Prebendário de Hastings 1362
- Arquidiácono de Londres 1362-1368
- Escriturário das Obras em Windsor 1365
- Warwick Chamberlain no Tesouro 1369-1376
- Prebendário de Willesden na Catedral de São Paulo, 1375
- Prebendário da Catedral de Wells
- Prebendário da Catedral de Exeter
- Prebendário de Netherbury em Ecclesia na Catedral de Salisbury, 1377
- Prebendário da Abadia de Romsey
- Deão de Stafford 1376

Ele foi nomeado para a oitava bancada na Capela de São Jorge, Castelo de Windsor em 1368, mas teve-a por 5 meses, quando a trocou pela segunda bancada. Ele renunciou em 1376, mas foi renomeado mais tarde no mesmo ano.